# PGC 3721
LEDA/PGC 3721, auch ESO 295-29, ist eine Spiralgalaxie vom Hubble-Typ SA im Sternbild Bildhauer am Südsternhimmel. Sie ist schätzungsweise 263 Millionen Lichtjahre von der Milchstraße entfernt und hat einen Durchmesser von etwa 120.000 Lichtjahren. Sie gilt als Mitglied der Sculptor-Gruppe, ist dafür jedoch viel zu weit entfernt
Im selben Himmelsareal befinden sich u. a. die Galaxien PGC 101688, PGC 101689, PGC 108204, PGC 108197.

## NGC 55-Gruppe (LGG 4)
| Galaxie  | Alternativname | Entfernung / Mio. Lj |
| -------- | -------------- | -------------------- |
| NGC 55   | PGC 1014       | 4                    |
| NGC 300  | PGC 3238       | 5                    |
| NGC 7793 | PGC 73049      | 10                   |
| PGC 621  | ESO 349-31     | 10                   |
| PGC 3589 | ESO 351-30     | k. A.                |
| PGC 3721 | ESO 295-29     | 263 !!               |
| PGC 3829 | ESO 352-2      | k. A.                |